# Noseda Károly
Noseda Károly (Pest, 1863. július 19. – Budapest, 1944. november 6.) karmester, zeneszerző, iskolaigazgató, kormánytanácsos.

## Életútja
Apja Noseda Gyula, 1848-as honvéd és vármegyei levéltáros volt (meghalt 1905. augusztus 17-én, Budapesten, 74 éves korában), anyja Krauss Róza. Az Országos Zeneakadémián végezte tanulmányait Erkel Ferenc, Nikolits Sándor, Ábrányi Kornél és Koessler János irányítása alatt, majd 1894-től az Operaház tagja. 1898-tól az Operaház zenekari, majd énekkarigazgatója volt 1914. október 21-én történt lemondásáig. 1879-től a budapesti Szervita téri templom orgonistája és karmestere és 1913 februárjától 1940-ig a Nemzeti Zenede tanára, 1927-től az intézmény ügyvezető igazgatója, 1938-től 1940-ig főigazgatója volt. Egyházi és világi dalokat komponált, ezeket színművekben is énekelték. Életének saját kezével vetett véget.
Felesége Bodor Karola, szopránénekesnő, 1925. október 8-án megülte operaházi tagságának huszonötödik évét. A művésznő, ha kisebb szerepekben is, de mindig lelkesen, nagy megbízhatósággal szolgálta negyedszázadon keresztül az Operaházat. A kultuszminisztérium nevében Kertész K. Róbert helyettes államtitkár, a művészeti ügyosztály vezetője üdvözölte, majd Radnai Miklós köszöntötte, azután pedig a kollégák nevében Venczell Béla mondott beszédet és aranygyűrűt adott át az ünnepeltnek.